# Monostoecha semipectinata
Monostoecha semipectinata là một loài bướm đêm trong họ Geometridae.
Loài này được George Duryea Hulst mô tả năm 1898, được tìm thấy ở tây nam Hoa Kỳ.